# MACS J1149 Lensed Star 1
MACS J1149 Lensed Star 1, també coneguda com a Ícar, LS1 o MACS J1149+2223 Lensed Star-1, és una estrella supergegant blava observada a través d'una lent gravitatòria. És la segona estrella individual més distant mai detectada, per darrere de WHL0137-LS o Earendel, trobant-se a 9 mil milions d'anys-llum de la Terra (desplaçament al roig de z=1.49). La seva llum va ser emesa fa més de 4 mil milions d'anys després del big-bang, i està més de cent cops més lluny que la següent estrella no supernova més distant, SDSS J1229+1122. És el primer cop que s'observa una estrella individual augmentada.
Ícar es va trobar durant l'estudi de la supernova SN Refsdal amb el telescopi espacial Hubble, de la qual es van començar a obtenir imatges el 2004. A les imatges del 2013 hi aparegué un punt nou que el 2016 esdevingué més brillant. L'equip d'investigació va deduir que era una estrella individual augmentada fins a 2000 cops per una lent gravitatòria. L'enorme massa del cúmul de galàxies MACS J1149+2223, a 5 mil milions d'anys-llum, i l'efecte transitori de microlent gravitatòria provocat per un objecte compacte d'unes tres masses solars situat a dins seu, multiplicaren la lluminositat de l'estrella. Habitualment els únics objectes astronòmics que es poden observar a aquestes distàncies són galàxies senceres o supernoves, però la llum d'aquesta estrella s'ha magnificat per l'efecte de lent gravitatòria. S'ha pogut determinar que és una estrella normal i no una supernova perquè la seva temperatura no fluctua, i ha estat catalogada com una estrella blava supergegant. Tenint en compte la durada de la vida de les estrelles d'aquest tipus, Ícar ja no deu existir.
La llum d'Ícar es va generar quan l'univers només tenia aproximadament un 30% de la seva edat actual de 13 mil milions d'anys. Els seus descobridors creuen que el fenomen de microlent gravitatòria podria ajudar a observar les primeres estrelles de l'univers (estrelles de la població III).